# Chorisoneura formosella
Chorisoneura formosella är en kackerlacksart som beskrevs av Rehn, J. A. G. och Morgan Hebard 1927. Chorisoneura formosella ingår i släktet Chorisoneura och familjen småkackerlackor.
Artens utbredningsområde är Jamaica. Inga underarter finns listade i Catalogue of Life.